# Dactylaria sporexamorpha
Dactylaria sporexamorpha är en svampart som beskrevs av Glockling 1992. Dactylaria sporexamorpha ingår i släktet Dactylaria, ordningen disksvampar, klassen Leotiomycetes, divisionen sporsäcksvampar och riket svampar.   Inga underarter finns listade i Catalogue of Life.